# 近江七恵
近江 七恵（おうみ ななえ、1971年4月18日 - ）は、神奈川県秦野市出身のフリーアナウンサー、タレント。

## 経歴
東京経済大学経済学部在学中の1990年にミスキャンパスに選ばれたことをきっかけに雑誌『CanCam』（小学館）のモデルとして活躍。ナビスコ（現ヤマザキビスケット）・リッツ、東洋水産・マルちゃんラーメンCMなど多数。
その後生島企画室（現：FIRST AGENT）に所属し、アナウンサーとして活躍する。
『めざましテレビ』（フジテレビ）めざまし調査隊のレギュラー。
TBSラジオの長寿番組『全国こども電話相談室』の第6代目の電話のお姉さんとしてレギュラー出演した。
アメリカのメジャーリーガーと結婚し、七恵スミスとなり、2010年現在はモナコ在住。

## 出演
- ラジオ
  - AJINOMOTO JAPANESE POPS REFRAIN（TOKYO FM）